# Platydoris
Platydoris là một chi sên biển, nhóm con sên biển mang trần thuộc nhánh Doridacea, là động vật thân mềm chân bụng không vỏ sống ở biển trong họ Dorididae.

## Các loài
Các loài thuộc chi Platydoris bao gồm:
- Doriopsis flabellifera Cheeseman, 1881
- Platydoris angustipes Morch, 1863
- Platydoris annulata Dorgan, Valdes & Gosliner, 2002
- Platydoris argo Linnaeus, 1767
- Platydoris carolynae Mulliner & Sphon 1974
- Platydoris cinerobranchiata Dorgan, Valdes & Gosliner, 2002
- Platydoris cruenta Quoy & Gaimard, 1832
- Platydoris dierythros Fahey & Valdés, 2003
- Platydoris ellioti Alder & Hancock, 1864
- Platydoris formosa Alder & Hancock, 1864
- Platydoris galbanus Burn, 1958
- Platydoris inframaculata Abraham, 1877
- Platydoris maculata Bouchet, 1977
- Platydoris ocellata Dorgan, Valdes & Gosliner, 2002
- Platydoris pulchra Eliot, 1904
- Platydoris sabulosa Dorgan, Valdes & Gosliner, 2002
- Platydoris sanguinea Bergh, 1905
- Platydoris scabra Cuvier, 1804
- Platydoris striata Kelaart, 1858

## Hình ảnh

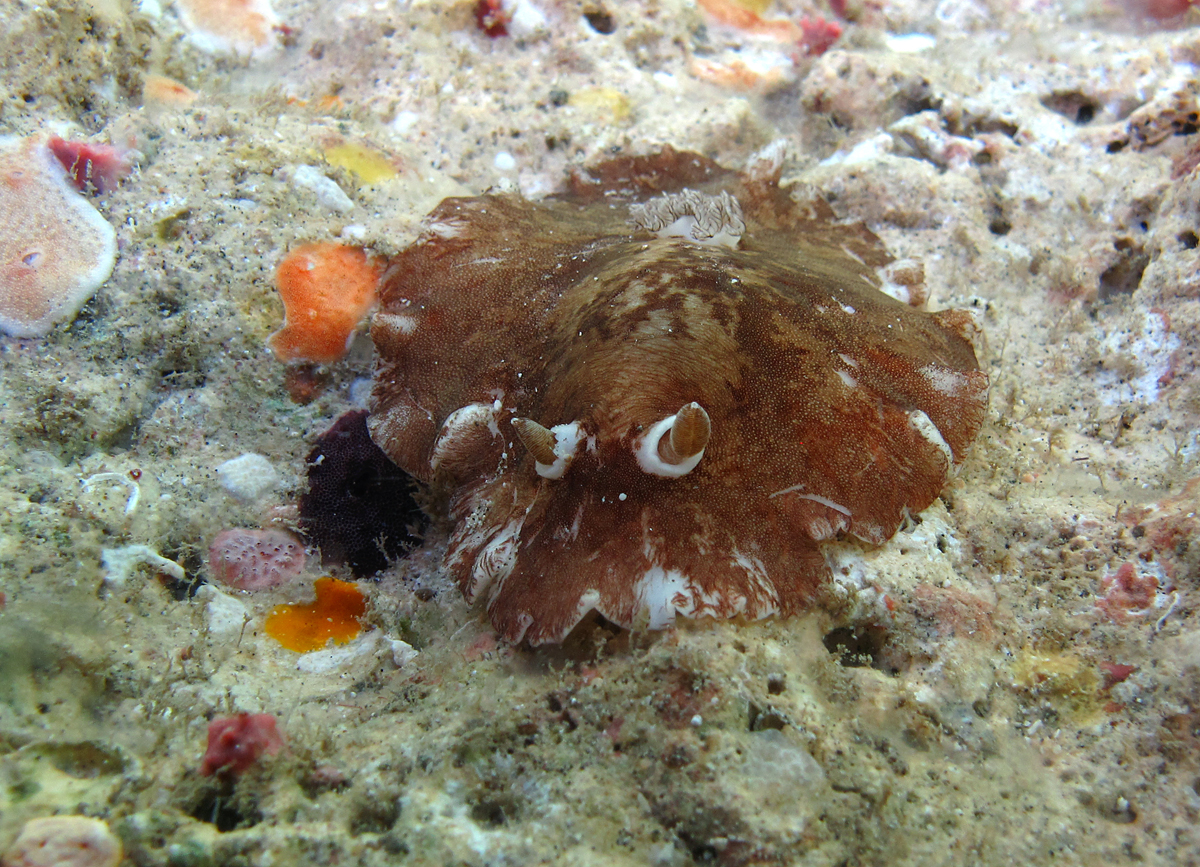